# Хорватська діаспора

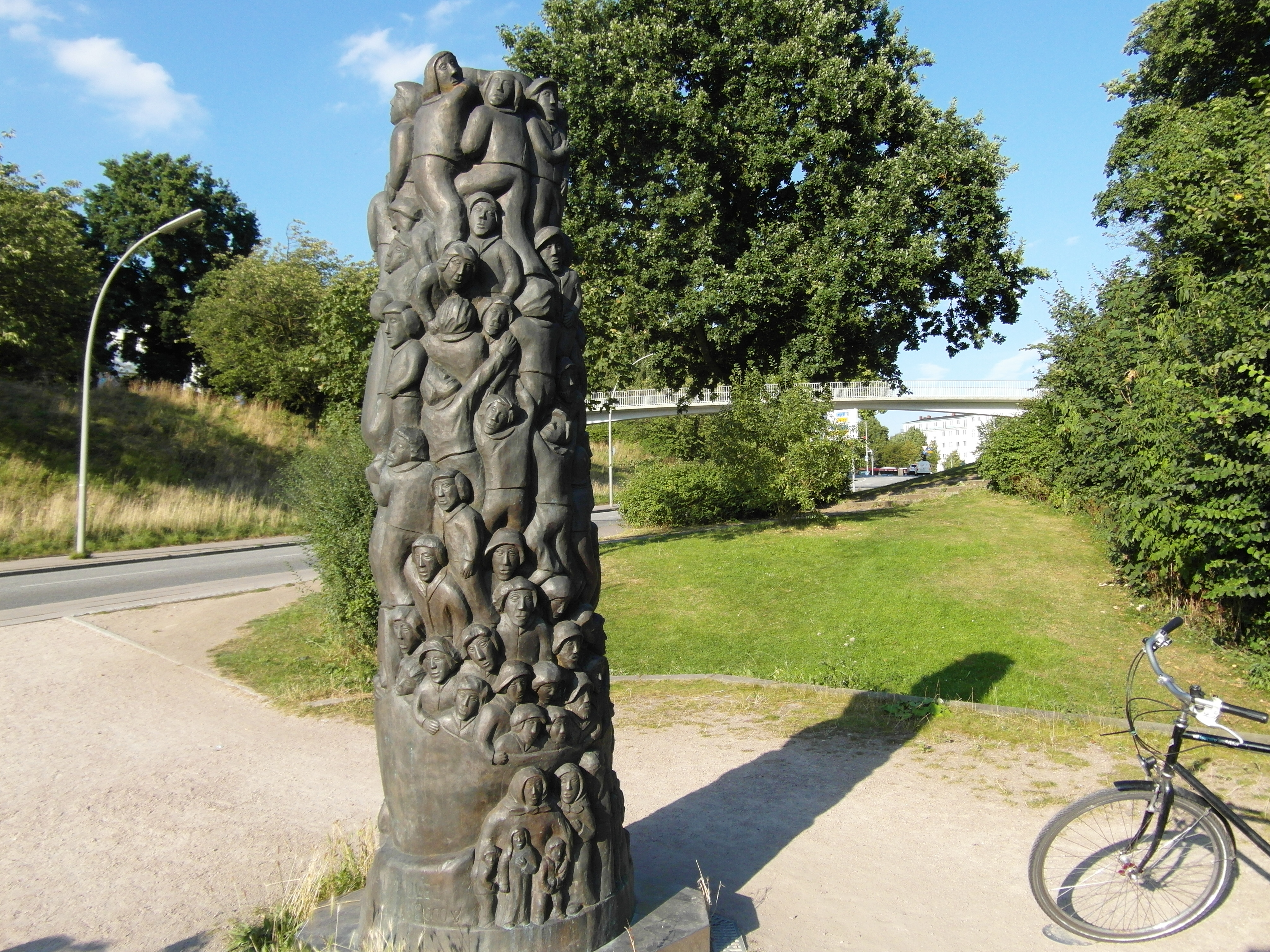
Пам'ятник хорватським переселенцям у гамбурзькому порту.

Хорватська діаспора (хорв. hrvatska dijaspora, або hrvatsko iseljeništvo) — збірна назва етнічних хорватів і/або громадян Хорватії, які проживають поза межами держави. Іноді цим поняттям позначають лише тих представників хорватського народу, які мешкають не тільки за межами Хорватії, а й земель, де вони є державотворчим народом (Боснія і Герцеговина) або корінною меншиною (Бачка, Воєводина, Которська затока тощо). За межами Республіки Хорватія живуть майже 4 мільйони хорватів. Оцінки цієї величини є лише приблизними через неповноту статистичного обліку та натуралізацію, але у будь-якому разі засвідчують, що хорватська діаспора становить від третини до половинизагальної чисельності хорватів.
У самій Хорватії проживає понад 4 млн хорватів, а найбільша хорватська спільнота за межами країни — хорвати Боснії і Герцеговини — налічує близько 750 тис.
Хорватська діаспора за межами Хорватії та Боснії і Герцеговини становить близько мільйона осіб у Європі та приблизно 1,5 млн за океаном. Припускається, що найбільші заокеанські хорватські громади проживають у Сполучених Штатах (понад 400 тис. душ) і Чилі (120 тис.).
У Західній Європі найбільша група хорватів знаходиться в Німеччині. За даними німецького статистичного управління з Вісбадена у 2018 всього на теренах Федеративної Республіки Німеччина проживало 395 665 хорватських громадян, але орієнтовна загальна кількість людей із прямим хорватським корінням, включаючи і тих, які одержали німецьке громадянство, сягає 450 000. 
Величина і значення хорватської еміграції у грошовому, економічному, політичному, культурному та лобістському відношенні істотні. Під час великосербської агресії проти Хорватії та проти Боснії і Герцеговини хорватська політична та економічна еміграція зібрала значні кошти на придбання гуманітарної допомоги і зброї для хорватської армії та поліції.

## Історія

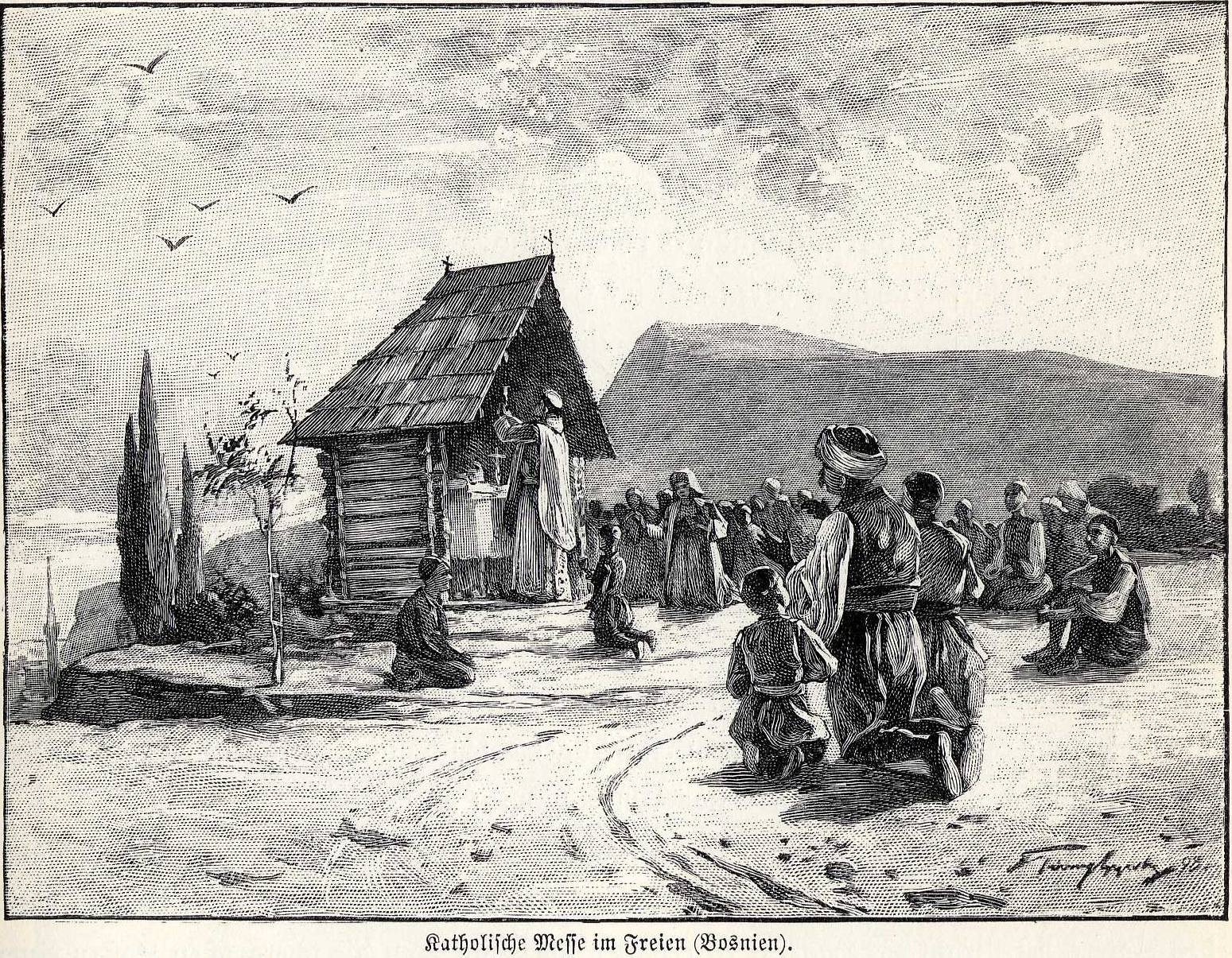
Боснійські хорвати відправляють месу (1901)

Велика еміграція хорватів розпочалася у XV ст. з розширенням Османської імперії. Наслідком цих переселень стали нинішні національні меншини хорватів в Австрії, Угорщині, Словаччині та Італії. У 50-60 роках XVIII ст. невеличка частина хорватів, тікаючи від турецької навали, укупі із сербами, чорногорцями і болгарами перебралася і в Україну.
У другій половині ХІХ ст. і особливо на межі XX ст. хорвати масово виїжджали у Північну та Південну Америки, Австралію, Нову Зеландію та Південно-Африканську Республіку.
Значне переміщення хорватів у різні країни західного світу відзначалося наприкінці 1960-х — початку 1970-х рр., коли кількасот тисяч хорватів у пошуках кращих умов життя або через незгоду з режимом реального соціалізму як дисиденти залишали свою батьківщину.

## Статистика

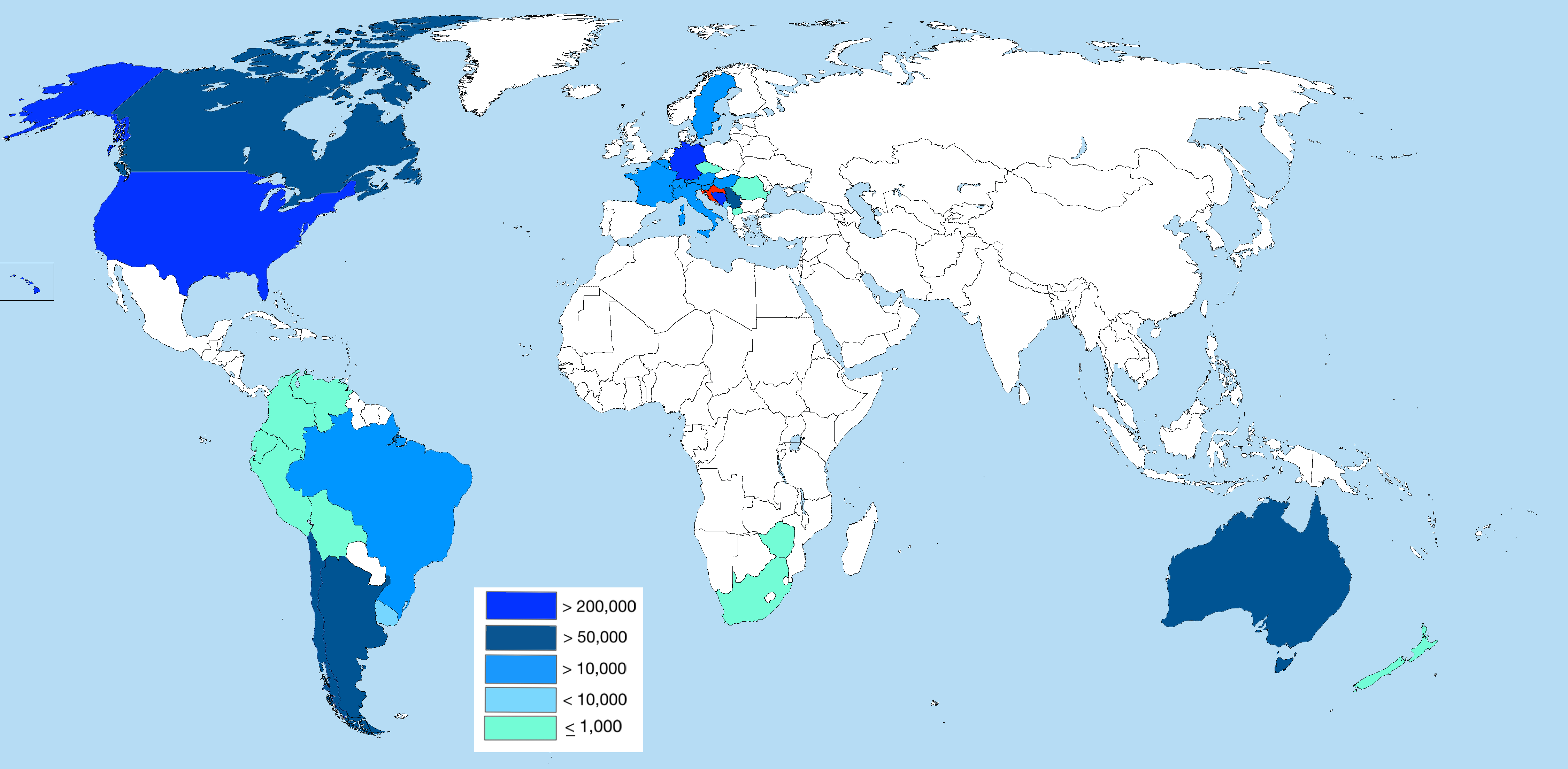
Світова карта хорватської діаспори

### Європа
Балкани
- Сербія 70.602[6]
- Чорногорія 6,811 (2000)[7]
- Румунія 6.786[8]

Західна і Центральна Європа
- Німеччина 227.510[9]
- Австрія 150.719[10]
- Словенія 35.642 (2002)[11]
- Швейцарія 40.484 (2006)[12][13]
- Франція 30.000 (орієнтовно)[14]
- Угорщина 25.730[15]
- Італія 21.360[16]
- Велика Британія  6.992 (перепис населення у Великій Британії 2001)[17]

Північна Європа
- Швеція 28.000[18]
- Данія 5.400[19]
- Норвегія 3.909[20]
- Фінляндія 470 (хорватські громадяни)[21]

### Інші материки
Африка
- ПАР 8.000[22]

Північна Америка
- США 420.763 (2007)[23]
- Канада 133.965[24]

Південна Америка
- Аргентина 250.000
- Болівія 5.000
- Бразилія 45.000 (орієнтовно)
- Чилі 380.000 (орієнтовно)
- Перу 6.000
- Колумбія 5.800 (орієнтовно)
- Венесуела 5.000 (орієнтовно)[25]

Океанія
- Австралія 118.046 (2006)[26]
- Нова Зеландія 2.550[27]—100.000 (орієнтовно)[28]